# 采女神社 (郡山市)
采女神社（うねめじんしゃ）は、福島県郡山市片平町にある神社。王宮伊豆神社末社。

## 祭神
- 安積采女命[2] - 郡山うねめまつりなどで知られる采女伝説の主人公 春姫、帝の采女として葛城親王に連れられて都に上る。

## 歴史

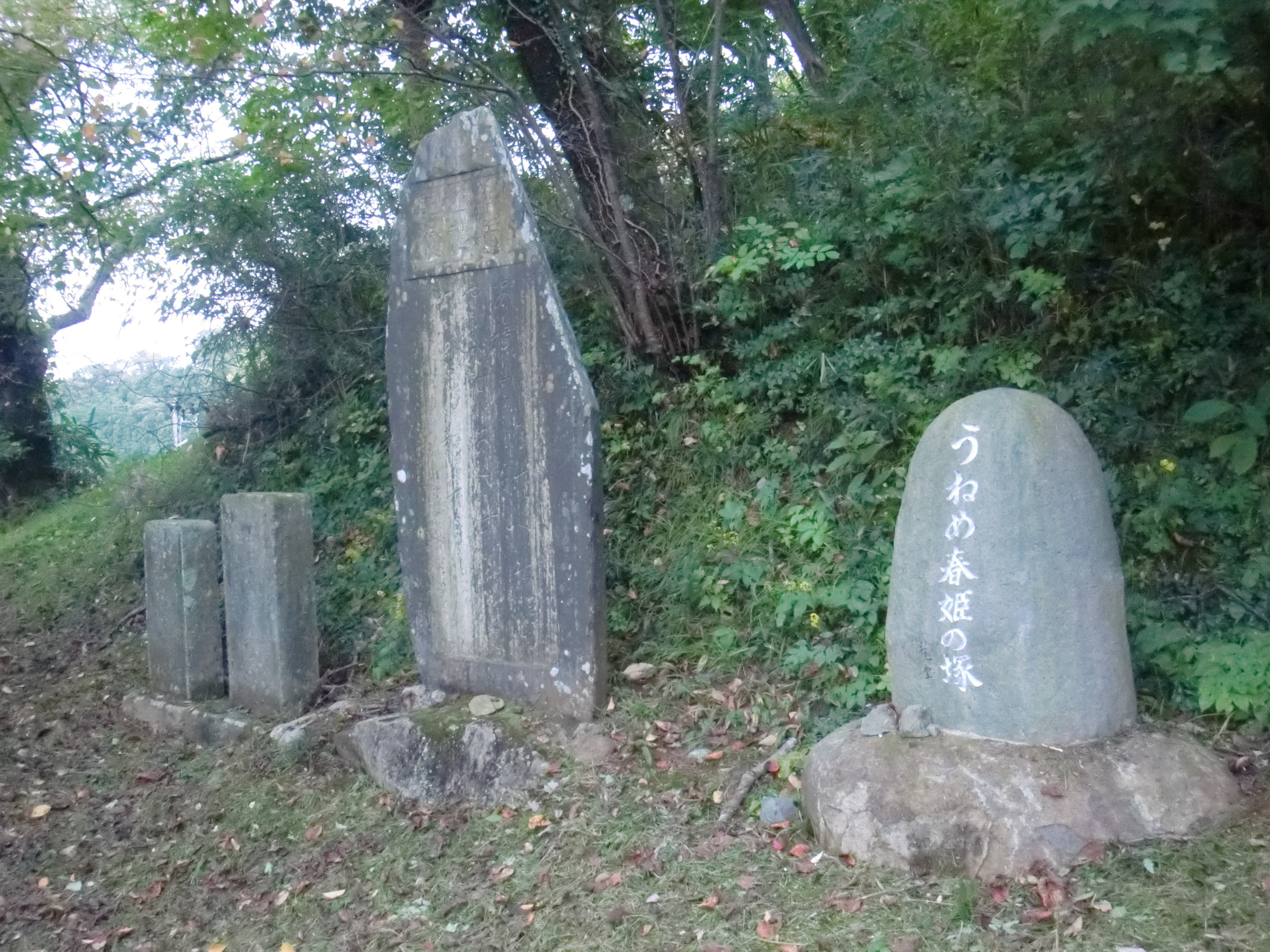
采女塚

我が身を犠牲にして地方民の困窮を救った采女伝説の主人公、春姫の霊を慰めるため、1956年(昭和31年)4月に片平村教育委員会、婦人会、傷痍軍人会、青年団が発起として、采女神社建設委員会が組織された。村内外有志400名余より寄付金約30万円を集め、1957年(昭和32年)5月1日この神社が完成した。建立場所である山ノ井農村公園には、春姫が亡き恋人を追って身を投げたと伝わる「山ノ井清水」や、「采女塚」がある。祭神は王宮伊豆神社より分祀された。

## 外部サイト
- 二人の采女 - 当神社の采女伝説と奈良県奈良市の采女神社の采女伝説を題材に採った寮美千子の朗読劇。（紹介記事）